# Лианозовский ручей
Лиано́зовский ручей (Абрамцевский ручей) — ручей в районе Лианозово города Москвы, правый приток Алтуфьевской речки (Самотёки), частично сохранился в открытом русле.

## История
Ручей назван по местности Лианозово, автор наименования Г. В. Морозова. Альтернативное название — по Абрамцевской улице.

## Описание
Начинался ложбинами весеннего стока у современных Зональной и Псковской улиц (бывший посёлок Севводстрой). Постоянный водоток начинается параллельно Зональной улице в юго-восточном направлении в посёлке имени Ларина и, пересекая улицу Молокова, протекает далее через Лианозовский лесопарк и Лианозовский парк культуры и отдыха на восток, затем на северо-восток. В лесопарке на ручье расположены каскадом три Лианозовских пруда, Верхний, Средний и Нижний. Верхний пруд мелководен и фактически является отстойником. Затем ручей уходит в коллектор, где протекает под Абрамцевской, Хотьковской улицами и Вологодским проездом. Устье ручья — южный залив Алтуфьевского пруда на Алтуфьевской речке.
Длина ручья около 3 км. Из растительности интересны ивняки вблизи улицы Молокова, где растут крупные ракиты (ива ломкая). Ниже среднего пруда имеется камышовое болото, где встречается герань болотная. Из трав, внесённых в Красную книгу Москвы, в ивняках у ручья растут ирис жёлтый и подлесник европейский.